# 清流镇 (重庆市)
清流镇，是中华人民共和国重庆市荣昌区下辖的一个乡镇级行政单位。

## 行政区划
清流镇下辖以下地区：
清流社区、龙井庙村、马草村和永兴寺村。